# Amange
Amange est une commune française située dans le département du Jura, la région culturelle et historique de Franche-Comté et la région administrative Bourgogne-Franche-Comté.
Le chemin du loup Garou à visiter, petit étang avec un ruisseau qui ruisselle le long de la route du massif de la Serre (offlange-amange)

## Géographie
Le village est situé en Franche-Comté entre Dole et Besançon, en bordure du massif de la Serre.

### Climat
Pour des articles plus généraux, voir Climat de la Bourgogne-Franche-Comté et Climat du département du Jura.
En 2010, le climat de la commune est de type climat océanique dégradé des plaines du Centre et du Nord, selon une étude du Centre national de la recherche scientifique s'appuyant sur une série de données couvrant la période 1971-2000. En 2020, Météo-France publie une typologie des climats de la France métropolitaine dans laquelle la commune est exposée à un climat semi-continental et est dans la région climatique Jura, caractérisée par une forte pluviométrie en toutes saisons (1 000 à 1 500 mm/an), des hivers rigoureux et un ensoleillement médiocre.
Pour la période 1971-2000, la température annuelle moyenne est de 10,6 °C, avec une amplitude thermique annuelle de 17,5 °C. Le cumul annuel moyen de précipitations est de 1 004 mm, avec 12,7 jours de précipitations en janvier et 8,6 jours en juillet. Pour la période 1991-2020, la température moyenne annuelle observée sur la station météorologique de Météo-France la plus proche, « Dole », sur la commune de Dole à 10 km à vol d'oiseau, est de 11,6 °C et le cumul annuel moyen de précipitations est de 1 023,0 mm. 
La température maximale relevée sur cette station est de 40 °C, atteinte le 31 juillet 2020 ; la température minimale est de −24 °C, atteinte le 10 janvier 1985,,.
Les paramètres climatiques de la commune ont été estimés pour le milieu du siècle (2041-2070) selon différents scénarios d'émission de gaz à effet de serre à partir des nouvelles projections climatiques de référence DRIAS-2020. Ils sont consultables sur un site dédié publié par Météo-France en novembre 2022.

## Urbanisme

### Typologie
Au 1er janvier 2024, Amange est catégorisée commune rurale à habitat dispersé, selon la nouvelle grille communale de densité à sept niveaux définie par l'Insee en 2022.
Elle est située hors unité urbaine. Par ailleurs la commune fait partie de l'aire d'attraction de Dole, dont elle est une commune de la couronne,. Cette aire, qui regroupe 87 communes, est catégorisée dans les aires de 50 000 à moins de 200 000 habitants,.

### Occupation des sols
L'occupation des sols de la commune, telle qu'elle ressort de la base de données européenne d’occupation biophysique des sols Corine Land Cover (CLC), est marquée par l'importance des territoires agricoles (61,7 % en 2018), une proportion sensiblement équivalente à celle de 1990 (61,9 %). La répartition détaillée en 2018 est la suivante : 
forêts (33,5 %), terres arables (30,2 %), zones agricoles hétérogènes (21,5 %), prairies (10 %), zones urbanisées (4,8 %). L'évolution de l’occupation des sols de la commune et de ses infrastructures peut être observée sur les différentes représentations cartographiques du territoire : la carte de Cassini (XVIIIe siècle), la carte d'état-major (1820-1866) et les cartes ou photos aériennes de l'IGN pour la période actuelle (1950 à aujourd'hui).

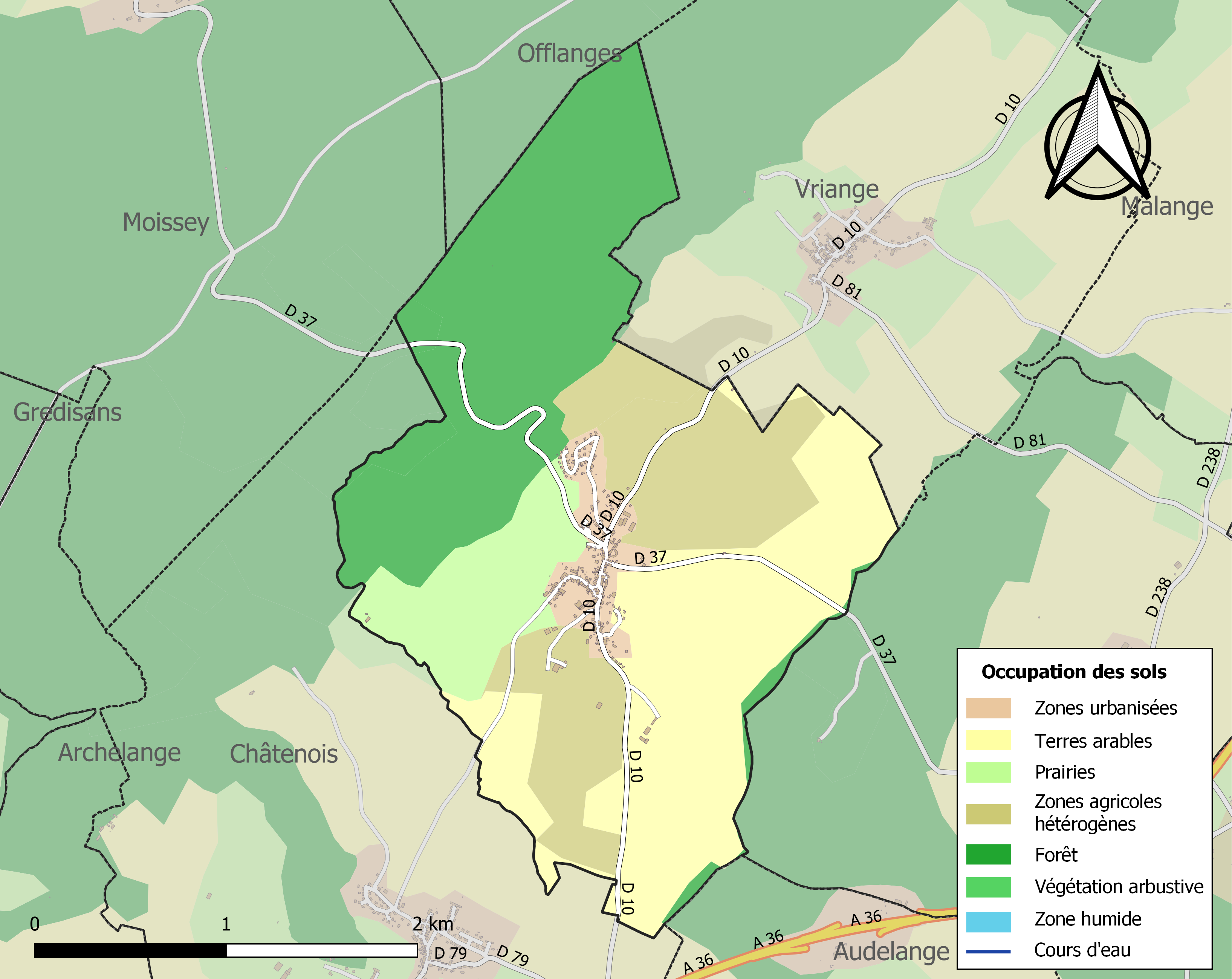
Carte des infrastructures et de l'occupation des sols de la commune en 2018 (CLC).

## Toponymie
- D'un nom de personne germanique Emmenus, suivi du suffixe -ing francisé en -ange : Emeningos (787), Amange (1793).

## Politique et administration

### Liste des maires
| Période   | Période  | Identité                    | Étiquette | Qualité                           |
| --------- | -------- | --------------------------- | --------- | --------------------------------- |
| Vers 1833 | 18..     | Claude Joseph Henry Cordier |           |                                   |
| Vers 1836 | 18..     | Jean Antoine Henri Courdier |           |                                   |
| Vers 1842 | 18..     | De Sauvagney                |           |                                   |
| Vers 1845 | 18..     | Henry Fournier              |           |                                   |
| vers 1855 |          | Arsène Thimotée Crette      |           |                                   |
| vers 1876 |          | Hubert Duchassin            |           |                                   |
| vers 1887 |          | Georgeon                    |           |                                   |
| 1912      | 1919     | Auguste de Toytot           |           |                                   |
| 1919      | 1921     | Auguste Georgeon            |           |                                   |
| 1921      | 1931     | Jean Georgeon               |           |                                   |
| 1931      | 1933     | Alfred Tournut              |           |                                   |
| 1933      | 1944     | Joseph Cérignat             |           |                                   |
| 1944      | 1945     | Léon Parisot                |           | Président du Comité de Libération |
| 1945      | 1953     | Marcel Gillot               |           |                                   |
| 1953      | 1965     | Alphonse Verdème            |           |                                   |
| 1965      | 1983     | Roland Ballaud              |           |                                   |
| 1983      | 1989     | André Laibe                 |           |                                   |
| 1989      | 1995     | Stanislas Chapon            |           |                                   |
| 1995      | 2008     | Gérard Mirat                |           |                                   |
| 2008      | 2014     | Nathalie Maréchal-Lyet      |           |                                   |
| 2014      | En cours | Daniel Bernardin            | EELV      | Retraité de l'enseignement        |

## Population et société

### Démographie
L'évolution du nombre d'habitants est connue à travers les recensements de la population effectués dans la commune depuis 1793. Pour les communes de moins de 10 000 habitants, une enquête de recensement portant sur toute la population est réalisée tous les cinq ans, les populations de référence des années intermédiaires étant quant à elles estimées par interpolation ou extrapolation. Pour la commune, le premier recensement exhaustif entrant dans le cadre du nouveau dispositif a été réalisé en 2008.

En 2022, la commune comptait 432 habitants, en évolution de +1,17 % par rapport à 2016 (Jura : −0,81 %, France hors Mayotte : +2,11 %).
| 1793 | 1800 | 1806 | 1821 | 1831 | 1836 | 1841 | 1846 | 1851 |
| ---- | ---- | ---- | ---- | ---- | ---- | ---- | ---- | ---- |
| 389  | 420  | 401  | 415  | 365  | 403  | 394  | 382  | 400  |

| 1856 | 1861 | 1866 | 1872 | 1876 | 1881 | 1886 | 1891 | 1896 |
| ---- | ---- | ---- | ---- | ---- | ---- | ---- | ---- | ---- |
| 368  | 374  | 382  | 341  | 311  | 305  | 290  | 300  | 244  |

| 1901 | 1906 | 1911 | 1921 | 1926 | 1931 | 1936 | 1946 | 1954 |
| ---- | ---- | ---- | ---- | ---- | ---- | ---- | ---- | ---- |
| 264  | 297  | 242  | 206  | 204  | 208  | 212  | 190  | 196  |

| 1962 | 1968 | 1975 | 1982 | 1990 | 1999 | 2006 | 2008 | 2013 |
| ---- | ---- | ---- | ---- | ---- | ---- | ---- | ---- | ---- |
| 181  | 191  | 193  | 298  | 290  | 288  | 338  | 348  | 415  |

| 2018 | 2022 | - | - | - | - | - | - | - |
| ---- | ---- | - | - | - | - | - | - | - |
| 439  | 432  | - | - | - | - | - | - | - |

### Fêtes
Tous les étés se déroule à Amange la fête du loup-garou, fête datant de 1997 remettant en scène la capture légendaire et l'immolation dans le village au XVIe siècle d'un loup-garou. Elle a lieu le dernier week-end du mois de juin.

## Culture locale et patrimoine

### Lieux et monuments
- Grotte des Gorges (habitée au mésolithique) ;
- Camp en éperon barré du néolithique (5000 av. J.-C.) ;
- Vestiges de deux châteaux médiévaux ;
- Ruines de l'ermitage Saint-Bonnot ;
- Église Saint-Paul (XIXe siècle).
- Grange des Gorges (ferme du XVIIIe s)
- Moulin Chenau (ruines)

### Personnalités liées à la commune
- La rue principale du village, les bains-douches, ainsi que l'école, portent le nom de Charles Blanc[Qui ?].
- Gilles Garnier, le loup-garou de Dole.